# Julia Koltunova
Julia Koltunova (ryska: Юлия Николаевна Колтунова), född den 4 maj 1989 i Volgograd, är en rysk simhoppare.
Hon tog OS-silver i synkroniserade höga hopp i samband med de olympiska simhoppstävlingarna 2004 i Aten.